# Ryōji Noyori
Ryoji Noyori (野依良治?) ( 3 de septiembre de 1938) es un químico japonés. Ganó el premio Nobel de Química en 2001. Noyori compartió la mitad del premio con William S. Knowles por el estudio de las hidrogenaciones utilizando catalizadores quirales; la segunda mitad del premio fue para K. Barry Sharpless por su estudio de las reacciones de oxigenación utilizando catalizadores quirales.

## Biografía
Ryoji Noyori nació en Kōbe (Japón). Se fascinó con la Química a los 12 años, después de escuchar una presentación sobre el nailon. Vio el poder de la Química como tener la capacidad de "obtener valores elevados a partir de casi nada". Se convirtió en estudiante en la Universidad de Kioto donde se graduó en 1961, y se doctoró en ingeniería química en 1967.
Trabajó como un instructor en el grupo de investigación de Hotoshi Nozaki antes de ser nombrado profesor asociado en la Universidad de Nagoya. Tras el trabajo postdoctoral con Elias J. Corey en Harvard volvió a Nagoya, convirtiéndose en un catedrático en 1972.
Actualmente sigue viviendo en Nagoya, aunque es también ahora presidente de RIKEN, una iniciativa de investigación nacional en varios lugares con un presupuesto anual de 800 millones de dólares estadounidenses.

## Investigaciones científicas
Noyori cree firmemente en el poder de la catálisis y de la Química sostenible; en un artículo reciente defiende la búsqueda de la "elegancia práctica en síntesis". En este artículo afirma que "nuestra capacidad de concebir una síntesis química sencilla y práctica es imprescindible para la supervivencia de nuestras especies." En otro lugar ha dicho que "La investigación es para la naciones y la humanidad, no para los propios investigadores." Anima a los científicos a ser políticamente activos- "Los investigadores deben incitar opiniones públicas y políticas gubernamentales hacia la construcción de la sociedad sostenible en el siglo XXI."

## Algunas publicaciones
- Organic synthesis in Japan : past, present, and future : in commemoration of the 50th anniversary of the Society of Synthetic Organic Chemistry, Japan / editor in chief, Ryoji Noyori (1992)

- Asymmetric catalysis in organic synthesis (1994)